# Cyrtopholis intermedia
Cyrtopholis intermedia là một loài nhện trong họ Theraphosidae.
Loài này thuộc chi Cyrtopholis. Cyrtopholis intermedia được miêu tả năm 1875 bởi Ausserer.